# Cryptographis aurogrisealis
Cryptographis aurogrisealis là một loài bướm đêm trong họ Crambidae.